# Hallbjorn Halftroll
Hallbjörn Úlfsson también Hallbjorn Halftroll (n. 760) fue un vikingo hersir del siglo IX, era hijo de Ulf el Valiente y padre de Ketil Trout de Hrafnista. Se le menciona en las sagas Ketils saga hœngs, saga de Egil y Landnámabók (libro de los asentamientos). Su apodo «Halftroll» procede de ciertas leyendas que lo relacionan con ciertos ancestros jotuns (gigantes en la mitología nórdica), también es un apodo propio de berserkers.